# Seznam osebnosti iz Občine Šmarješke Toplice
Seznam osebnosti iz Občine Šmarješke Toplice vsebuje osebnosti, ki so se tu rodile, delovale, umrle ali so z njo povezane. 
Občina Šmarješke Toplice ima 24 vasi: Bela Cerkev, Brezovica, Čelevec, Dol pri Šmarjeti, Dolenje Kronovo, Draga, Družinska vas, Gorenja vas pri Šmarjeti, Gradenje, Grič pri Klevevžu, Hrib, Koglo, Mala Strmica, Orešje, Radovlja, Sela, Sela pri Zburah, Strelac, Šmarješke Toplice, Šmarjeta, Vinica pri Šmarjeti, Vinji Vrh, Zbure, Žaloviče

## Znanost
- Fran Zwitter, zgodovinar, profesor, publicist (1905, Bela Cerkev – 1988, Ljubljana - pokopan v Beli Cerkvi)
- Franc Cvelbar, fizik, predavatelj, znanstveni sodelavec Inštituta "Jožef Stefan", častni občan občine Šmarješke Toplice (1932, Gorenja vas pri Šmarjeti – 2021, ?)
- Karel Bačer, literarni zgodovinar, predavatelj (1917, Zadar – 2008, Šmarjeta)

## Gospodarstvo in politika
- Gorazd Šošter, ekonomist, direktor Term Šmarješke Toplice (?, ? – )
- Franc Gregorčič, ekonomist, generalni direktor Plastoforma v Šmarjeti (1956, ? – )
- Marjan Hribar, ekonomist, politik, župan občine Šmarješke Toplice (?, Novo mesto – )
- Marko Bulc, politični delavec, gospodarstvenik (1926, Družinska vas – 2019, Ljubljana)
- Anton Anderlič, politik, predsednik LDS (1956, Zbure – )

## Zdravstvo
- Alojz Peterlin, zdravnik, primarij, predavatelj, publicist (1928, Vinji Vrh – 2004, Ljubljana)
- Viktor Gregorić, zdravnik, lastnik posestva v Šmarjeških Toplicah (1869, Novo mesto – 1935, Novo mesto)

## Kultura in umetnost
- Josip Karlovšek, javni in kulturni delavec, teolog, pravnik, deloval na gospodarskem in političnem področju (1867, Šmarjeta – 1950, Celje)

### Slikarstvo
- Jože Karlovšek, slikar, etnograf, gradbenik, Trdinov nagrajenec (1900, Šmarjeta – 1963, Domžale)

### Gledališče, film in televizija
- Jože Peterlin, igralec, režiser, profesor, kulturni organizator (1911, Vinji Vrh – 1976, Trst)
- Mira Karlovšek, igralka (1875, Šmarjeta – 1957, Celje)

### Glasba
- Rafko Fabiani, glasbenik (1911, Šmarjeta – 1974, Velike Pece)

## Šport
- David Per, kolesar (1995, Dolenje Kronovo – )
- Tanja Prudič, atletinja

## Religija
- Andrej Zaman, župnik, prvi graditelj današnje šmarješke cerkve (1853, Dobruška vas – 1915, Šmarjeta)
- Janez Perko, duhovnik, nadaljeval zidavo cerkve v Šmarjeti, zgradil novo pokopališče, gasilski dom, ustanovil Kmetijsko zadrugo, časni občan Šmarjete (1880, Podnart pri Brezjah na Gorenjskem – 1950, Šmarjeta)
- Krizina Bojanc, redovnica, mučenka za čast, nedotakljivost in posvečenost telesa ter kandidatka za proglasitev med blažene v katoliški cerkvi (1885, Zbure – 1941, Bosna in Hercegovina)
- Franc Perpar, pridigar, duhovnik, kaplan v Šmarjeti (1855, Dobrnič – 1916, Dobrnič)
- Janez Pucelj, duhovnik, pesnik, prevajalec, kaplan v Šmarjeti (1890, Ribnica – 1964, Ljubljana)

## Vojska
- Vinko Robek, narodni heroj, gozdarski delavec, rudar (1915, Vinji Vrh – 1986, Dobruška vas)

## Šolstvo
- Janez Kaliger, učitelj, organist, pesnik (1821, Stopiče – 1890, Šmarjeta)

## Osebnosti iz drugod
- Adolf Režek, kemik, pisal znanstvene prispevke o Šmarjeških Toplicah (1902, Varaždin – 1980, Zagreb)
- Janez Žurga, geolog, duhovnik, redovnik, frančiškan, raziskovalec toplic (1885, Dolenje Gradišče – 1969, Kamnik)
- Andrej Janez Herrlein, likovni pedagog, slikar, naslikal cerkveno sliko za cerkev v Šmarjeti (okoli 1739, Würzburg – 1817, Ljubljana)
- Karel Poglajen, podobar, izdelal tabernakelj za Šmarjeto (1849, Otočec – 1890, Trebnje)
- Marijan Božič, arhitekt, projektant športnih objektov, načrtoval kopališče v Šmarjeških Toplicah (1926, Ljubljana – 2008, Cerknica)
- Franc Anton Breckerfeld, leksikograf, topograf, napisal poročilo o Šmarjeških Toplicah (1739, Zagrad pri Otočcu – 1806, Ljubljana)
- Jernej Pečnik, arheolog, izkopaval v Družinski vasi (1835, Cesta – 1914, Ljubljana)